# Svarttjärnen (Skogs socken, Hälsingland, 677912-155201)
Svarttjärnen är en sjö i Söderhamns kommun i Hälsingland och ingår i Skärjåns huvudavrinningsområde.